# Israel David Martínez
Israel David Martínez (Barcelona, 1969) es compositor, profesor universitario y periodista. Doctor en Geografía e Historia por la Universidad de Barcelona. Es director del Máster en Música y Sonido para Experiencias del Entretenimiento en ENTI-Universidad de Barcelona, así como profesor en el Conservatorio Superior de Música del Liceu de Barcelona. Tiene una larga experiencia en medios de comunicación, tanto en prensa escrita como en radio; especialista en música para videojuegos y ganador del PlayStation Award.

## Biografía
Comienza sus estudios musicales con 16 años de la mano de Josep Soler. A los pocos meses escribe la obra Cuarteto de Cuerda N.º 1 la cual se graba en París por el Cuarteto Enesco ganando el Premio Nacional de España como mejor disco del año. Debido a ello El Ministerio de Cultura de España le otorgó una beca con la finalidad de ampliar los estudios de composición con Cristóbal Halffter y Tomás Marco. Al final de su periodo formativo recibe consejos de Yizhak Sadai, Guy Reibel y Leon Schidlowsky.
El Conservatorio de Badalona le concede el Premio de Honor de Composición e Instrumentación donde obtiene el Título Superior de Armonía, Contrapunto, Fuga, Composición e Instrumentación. Termina sus estudios realizando dirección de orquesta con Salvador Mas en el Conservatorio Superior de Música de Barcelona y a continuación es becado por la Asociación de Intérpretes y Ejecutantes para estudiar en la Beerkley School of Music de Boston.
Ha dado conferencias  en la Universidad Autónoma de Madrid, en la Fundación Miró de Barcelona, en la Casa de América de Madrid y en la Manhattan School of Music de Nueva York, y ha recibido encargos del Centro para la Difusión de la Música Contemporánea, de la Fundación Juan March, del Festival Internacional de Música de Santander, de la Fundación Canal, etc.
En 1997 es seleccionado por la Embajada de España en Nueva York y el Dr. David Noon para representar a la Música Contemporánea Española en el Festival Internacional de Música de la ciudad norteamericana. En esa ocasión se estrena su Cuarteto de Cuerda n.º 3, lo que le hizo merecedor de un reconocimiento internacional por parte de la crítica y el público.
En el mercado discográfico se encuentran diferentes grabaciones de sus obras.
Sus composiciones han sido interpretadas en España, U.S.A., Eslovenia, Alemania, Bélgica, Austria, Suiza, Holanda, Finlandia, Japón, Francia, Corea e Italia, y estrenadas por el Cuarteto Enesco de Paris, The Elsner String  Quartet, Cuarteto Parissi, Cuarteto Arcana, Cuarteto Diotima, el Coro de la Comunidad de Madrid, Música XXI, Trio Mompou, Trio Barcino, Solistas de Ibercamera, Grupo Manon, Logos Ensemble, Camerata de Madrid, Orquesta Sinfónica de la Radio Televisión Española, Orquesta Sinfónica de Barcelona y Nacional de Cataluña, Real Orquesta Sinfónica de Sevilla, etc.
Amplía sus estudios en la Universidad de Zaragoza (Máster en Estudios Avanzados en Humanidades) y se doctora en Geografía e Historia en la Universidad de Barcelona.
En su dilatada carrera como periodista ha colaborado en medios de comunicación como El Observador de la actualidad, La Razón, Revista Ritmo, Revista Amadeus, El Ciervo, Beckmesser y ha realizado notas a los conciertos de la Fundación Botín y del Festival Internacional de Música de Santander. Ha producido varios programas de entretenimiento para Radio Ciutat de Badalona y realizado entrevistas para RTVE. En el año 2018 crea www.press-music.com, medio especializado en la difusión de la música clásica, ópera y ballet.
En el año 2017 se le concede el PlayStation Award de Sony.

## Obras
- Cuarteto de cuerdas n.º 1 (1987)
- Soledat (1987)
- Albebargn (1987)
- Cuarteto de cuerdas n.º 2 (1988)
- Burning eyes of heaven (1989)
- Pieza para violonchelo y piano (1990)
- Wagner lieder (1990)
- Concierto para violonchelo y orquesta (1990)
- Variaciones sobre el Pierrot Lunaire (1992)
- Quinteto para piano e instrumentos de viento (1992) ganadora del Primer Premio Iberoamericano de Composición Reina Sofía
- Trio para violín, violonchelo y piano (1993) ganadora del IV Premio Sant Joan de Vilatorrada de Composición Musical para jóvenes menores de 25 años
- La jeune martyre (1993) Obra ganadora del IX Premio de Composición Musical Reina Sofía 1993, Fundación Ferrer Salat.
- Sinfonía de cámara para 15 instrumentistas (1993)
- Le tombeau de Maurice Ravel (1993)
- Ghetto perpetuo (1994). Encargo del Ministerio de Cultura.
- Dos piezas (1995)
- Sinfonía (1995)
- Cuarteto de cuerdas n.º 3 (1996). Encargo de la Fundación Juan March.
- Tres piezas para instrumento y piano (1997)
- Ecstasy sensorial  (1997) II Premio de Composición Musical Joaquín Turina 1998.
- La mandrágora (1998)
- Ecstasy sensorial  2 (2000) I Premio de Composición Musical Joaquín Turina 2001
- Teoría para clarinete en si b (2001)
- Universo (2001)
- Estudios para piano (2002) Premio Manuel Valcárcel, Concurso Internacional de Composición Pianística, Fundación Marcelino Botín.
- Af_k (2003)
- AO (2003-2005)
- Cuarteto de Cuerda n.º4 (2005). Encargo del Festival Internacional de Música de Santander.
- La belleza (2005)
- Agitazzione Apassionata (2005). Encargo de MAnuel Guillén.
- La desintegración del ser (2006). Encargo del Ministerio de Cultura.
- O magnum mysterium (2012). Coro a capella.
- Adagio for brass quintet (2012). Encargo del Spanish Brass Luur Metalls.
- El recreo de los perdidos (2012). Novela.

## Premios
- Premio Iberoamericano de Composición Reina Sofía.
- Premio Sant Joan de Vilatorrada de Composición Musical para jóvenes menores de 25 años.
- Premio de Composición Musical Reina Sofía 1993.
- Premio de Composición Salvador Espriu.
- Premio de Composición Musical Joaquín Turina 1998 y 2001.
- Premio Manuel Valcárcel 2002.
- Premio PlayStation Award de Sony 2017.